# Cylindropuntia californica subsp. rosarica
Cylindropuntia californica subsp. rosarica, conocido comúnmnete como cholla tasajo de El Rosario, es una subespecie de planta suculenta perteneciente al género Cylindropuntia, dentro de la familia Cactaceae. Es una subespecie de Cylindropuntia californica y se endémica del noroeste de México (concretamente del norte de Baja California). 

## Descripción
Cylindropuntia californica subsp. rosarica es una subespecie de cactus que crece como un arbusto o pequeño árbol ramificado desde la base. Alcanza alturas de hasta 2 m y no tiene un tronco principal. 
Los tallos son erectos o postrados, aparecen articulados y están formados por segmentos que se desprenden con facilidad. Cada uno de ellos mide hasta 20 cm de largo, de 2,5 a 3,5 cm de diámetro y tienen la epidermis de color verde azulado o verde olivo. Su forma es cilíndrica y tienen tubérculos prominentes de forma oval o elíptica, que a veces se fusionan y le dan el aspecto de 10 a 12 costillas.
Sobre los tallos se asientan areolas ovaladas y están cubiertas de lana marrón claro que se vuelve de color negro grisáceo con la edad. Miden de 4,5 a 5 mm de largo y de 3 a 3,5 mm de ancho. Poseen gloquidios densos de color dorado que se localizan entre los ejes de los segmentos. También tienen de 5 a 16 espinas cubiertas por una vaina epidérmica suelta de color blanquecino a grisáceas que parece de papel. Son de color amarillo o marrón anaranjado con las puntas amarillas y suelen diferenciarse en 1 a 7 espinas centrales y de 4 a 9 radiales, (aunque también pueden estar ausentes).
Las flores se abren durante el día (diurnas) y son polinizadas por abejas. Son de color amarillo con el ápice rojo y alcanzan longitudes de hasta 4,5 cm, con diámetros de hasta 2 cm.
Los frutos son secos y van de turbinados a ovados. Están tuberculados y pueden tener o no espinas. Son de color verde y lanosos. Contienen en su interior semillas angulosas de color pardo claro.

## Distribución y hábitat
El área de distribución nativa de esta subespecie es el noroeste de México (concretamente del norte de Baja California) y crece principalmente en biomas desérticos o de matorrales secos.
Habita en sobre suelos arenosos, a elevaciones de 300 a 1750 metros sobre el nivel del mar.

## Taxonomía
La primera descripción de esta subespecie fue como Opuntia rosarica, publicada en 1942 por el botánico estadounidense George Edmund Lindsay en la revista científica Cactus and Succulent Journal 14: 56.
Posteriormente, el botánico mexicano Ulises Guzmán Cruz colocó la especie como una subespecie Cylindropuntia californica, pasando a llamarse Cylindropuntia californica subsp. rosarica y anotando estos cambios en la revista científica Cactaceae Systematics Initiatives 16: 16 en el año 2003.
Etimología
- Cylindropuntia: nombre genérico formado por dos palabras: el sustantivo griego kýlindros (que significa 'cilindro') y el género Opuntia, (con el que el género tiene similitudes), haciendo referencia a la forma cilíndrica de los tallos de las plantas.
- californica: epíteto geográfico que hace referencia a la presencia de la especie en California (Estados Unidos).
- rosarica: espíteto geográfico que hace referencia a la presencia de la especie en el poblado El Rosario (Baja California).[8][9]

## Estado de conservación
En la Lista Roja de Especies Amenazadas de la UICN, la especie Cylindropuntia californica está clasificada como de “Preocupación Menor (LC)” y no se conocen amenazas importantes para la conservación de esta subespecie.

## Usos
Se cultiva principalmente como planta ornamental y su propagación se realiza a través de esquejes o semillas.